# Serradigitus hearnei
Espèce
Synonymes
- Vaejovis hearnei Williams, 1980

Serradigitus hearnei est une espèce de scorpions de la famille des Vaejovidae.

## Distribution
Cette espèce est endémique du Mexique. Elle se rencontre en Basse-Californie du Sud, en Basse-Californie et au Sonora.

## Description
La femelle holotype mesure 26,0 mm et le mâle paratype 18,0 mm.

## Systématique et taxinomie
Cette espèce a été décrite sous le protonyme Vaejovis hearnei par Williams en 1980. Elle est placée dans le genre Serradigitus par Williams et Berke en 1986.

## Étymologie
Cette espèce est nommée en l'honneur de Thomas P. Hearne.

## Publication originale
- Williams, 1980 : « Scorpions of Baja California, Mexico, and adjacent islands. » Occasional Papers California Academy of Sciences, no 135, p. 1-127 (texte intégral).